# Paul-Hippolyte Camus
Pour les articles homonymes, voir Camus.
Paul-Hippolyte Camus est un flûtiste et compositeur français né le 23 janvier 1796 à Paris et mort le 21 mars 1870 à Fontainebleau. 

## Biographie
Paul-Hippolyte Camus naît le 26 janvier 1796 à Paris,,.      
Il entre au Conservatoire de Paris en 1806, où il est élève de Johann Georg Wunderlich. Au cours de sa scolarité, il obtient un accessit en 1809, un 2e prix en 1811 et 1812, puis son 1er prix de flûte du Conservatoire en 1813,.      
En 1819, Camus devient première flûte du théâtre de la Porte-Saint-Martin, avant d'occuper ce même poste au Gymnase-Dramatique.      
En 1824, il devient membre de l'orchestre de Pierre Crémont, qui donne en français au théâtre de l'Odéon les opéras allemands et italiens.      
En 1836, il est nommé flûte solo au Théâtre-Italien.      
À compter de 1837, il s'intéresse particulièrement à la facture instrumentale, et notamment aux nouveaux modèles de flûtes de Gordon et de Boehm. Il adopte d'ailleurs un modèle de Boehm sur flûte en bois remanié par Dorus avec une clé de sol dièse ouverte, et rédige une méthode de flûte consacrée au système Boehm.      
Il effectue deux grandes tournées en Angleterre en 1839 puis 1845, avant de se retirer de la profession musicale vers 1849 et de se marier.
Comme compositeur, il est l'auteur de plusieurs morceaux pour son instrument, des duos pour deux flûtes, des fantaisies et variations ainsi que des airs variés pour flûte et piano, notamment.
Paul Hippolyte Camus joua probablement un grand rôle dans la décision de Louis Dorus (flûtiste à l'orchestre de l'Opéra de Paris) d'opter pour la flûte système Boehm de 1832, puisqu'il devint le représentant permanent du nouvel instrument en France après la présentation de la nouvelle flûte par Theobald Böhm à l'Académie des Sciences. Böhm dédia à Camus sa Grande Polonaise op.16.